# Bathypogon microdonturus
Bathypogon microdonturus är en tvåvingeart som beskrevs av Hull 1958. Bathypogon microdonturus ingår i släktet Bathypogon och familjen rovflugor. Inga underarter finns listade i Catalogue of Life.